# Одино (Упоровский район)
Одино — село в Коркинском сельском поселении Упоровского района Тюменской области. Расположена на правом берегу реки Тобола на автодороге Упорово-Буньково- Коркино. Состоит из одной улицы Северной. Расстояние до районного центра села Упорово 31 км, областного центра города Тюмени 173 км.

## Историческая справка
Одино впервые упоминается в метрической книге Прокопьевской церкви села Коркино 23 октября 1780 года, родился: 
Деревни Одины у крестьянина Тихона Одинцова сын Дмитрий, восприемники: крестьяне Евдокия Могутова, Якова Могутова жена Степанида Даниловна. 
 Основал её Тихон Иванович Одинцом, по его фамилии названа деревня Одина. Кроме него в деревне жили два брата Иван Яковлевич и Петр Яковлевич Коркины, их род закончился в конце 18 века. В ревизских сказках 1782, 1814, 1834, 1858 Одина не упоминается. На плане Поляковской волости 1868 года деревня показана и обозначена как выселок Одинский.
С 1780 года входила в состав Поляковской волости, с 1884 — Коркинской волости, с 1919 — Коркинского сельсовета, с 1924-Одинского сельсовета, с 1954-Коркинского сельсовета, с 2004 года в составе Коркинского сельского поселения.
- В 1912 году в деревне была одна торговая лавка.[2]
- В 1929 году образован колхоз «Комбайн» и «Красный Урал».[2]
- В 1935 году открылась хлебопекарня.[2]
- В 1950 году колхозы «Прожектор» (Лескова), «Комбайн» (Одино), «Красный Урал» (выселок Первомайский) объединились в один колхоз «Путь Сталина». В 1960 году «Путь Сталина» вошел в состав колхоза «Буденовец».[2]
- В советское время в Одино была начальная школа, почтовое отделение, сберкасса, детские ясли, ветеринарный пункт. Клуб построен в 1940 г. на 100 мест, в конце 1990-х закрыт. Начальную школу закрыли в 2013 году, в ней находится клуб, из объектов культбыта имеется магазин и ФАП.[2]

- В годы Великой Отечественной войны ушли на фронт 41 человек из них 21 человек не вернулись домой.[2]

## Население
| 1868 | 1903 | 1926 | 1989 | 2002 | 2010 |
| 171  | 240  | 305  | 155  | 117  | 119  |

## Одинский сельский совет
Одинский сельсовет образован в 1923 году в Коркинской волости Ялуторовского уезда. В начале 1924 года вошел в состав Суерского района, с января 1932 года в Упоровском районе, 17 июня 1954 года упразднен, вошел в Коркинский сельсовет. 1935 год: 
Сельский совет имеет на своей территории пять колхозов «Путь Ленина» (Старая Переладова), «Путь Сталина», «Комбайнер» (Одино), «Прожектор» (Лескова), «Красный Урал» (Первомайский) с посевной площадью 1634 гектаров, МТФ -1340 голов, СТФ -413 голов, конеферму 22 голов и три начальные школы. Сельский совет исключительно разбросан и имеет семь населенных пунктов. 
В 1940 году в состав сельсовета входили деревни: Боровушка, Дробинина, Лескова, Мысовка, Новая Переладова, Старая Переладова, выселок Первомайский.

## Галерея

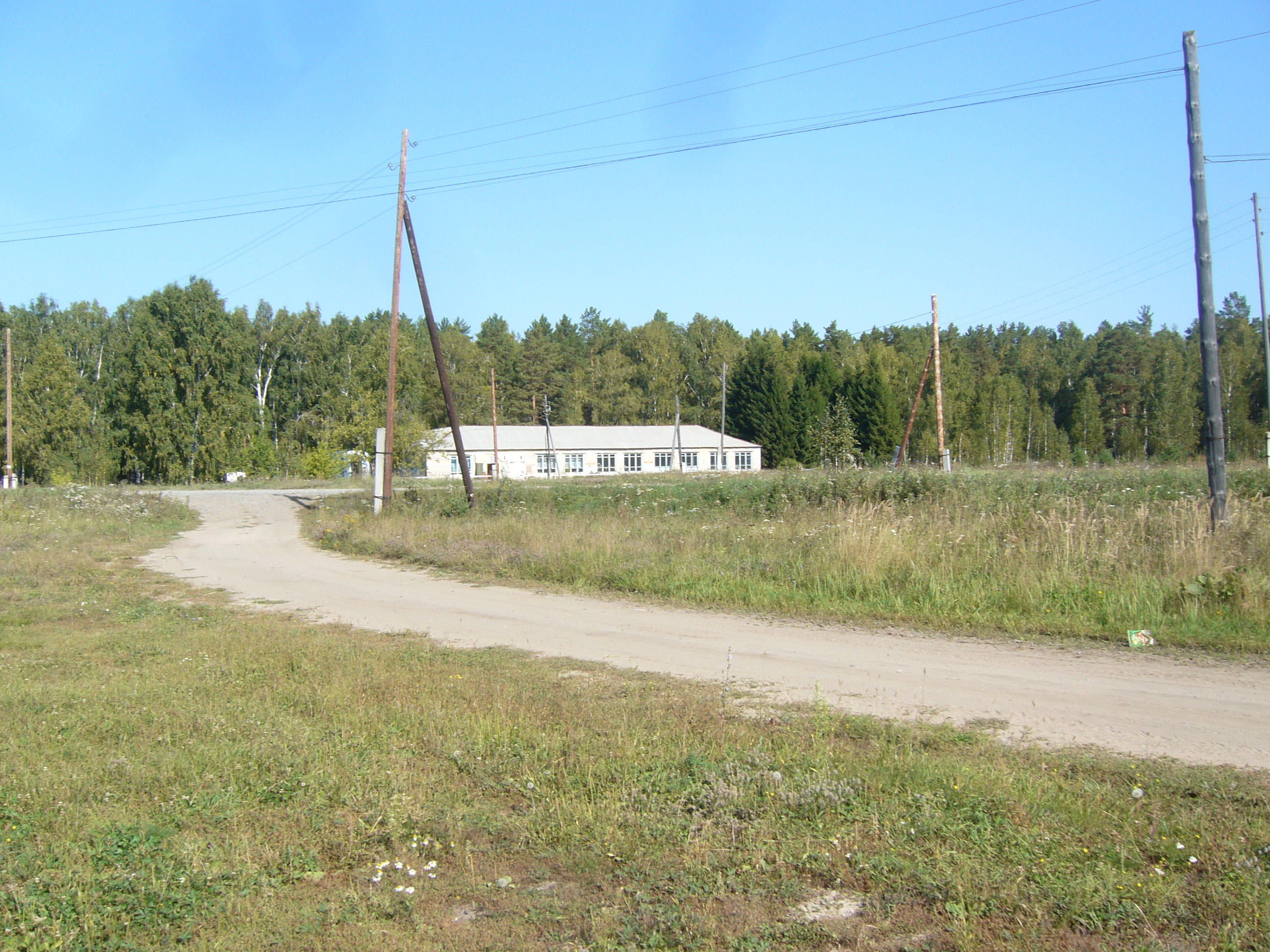
Бывшая школа
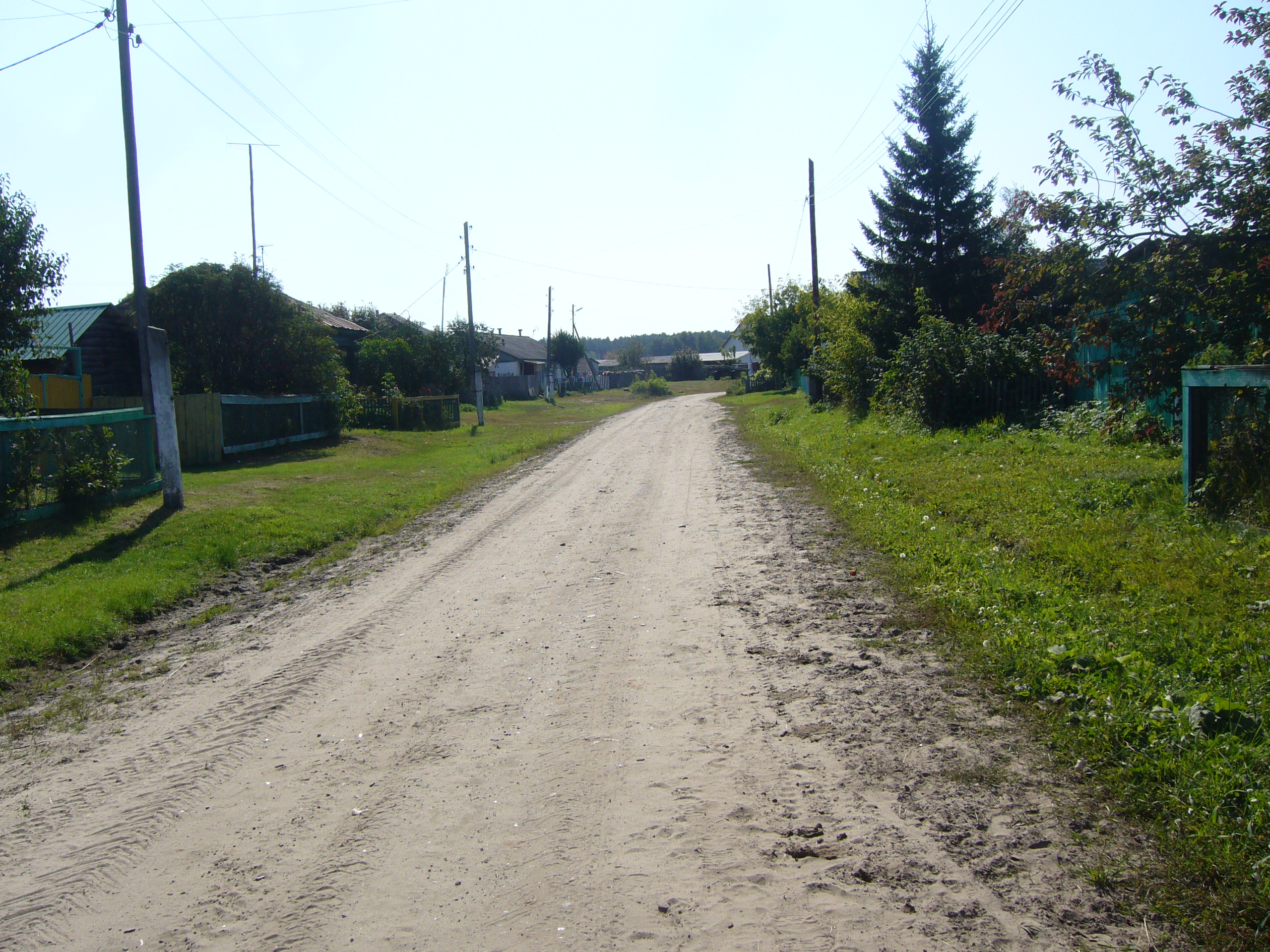
ул. Северная
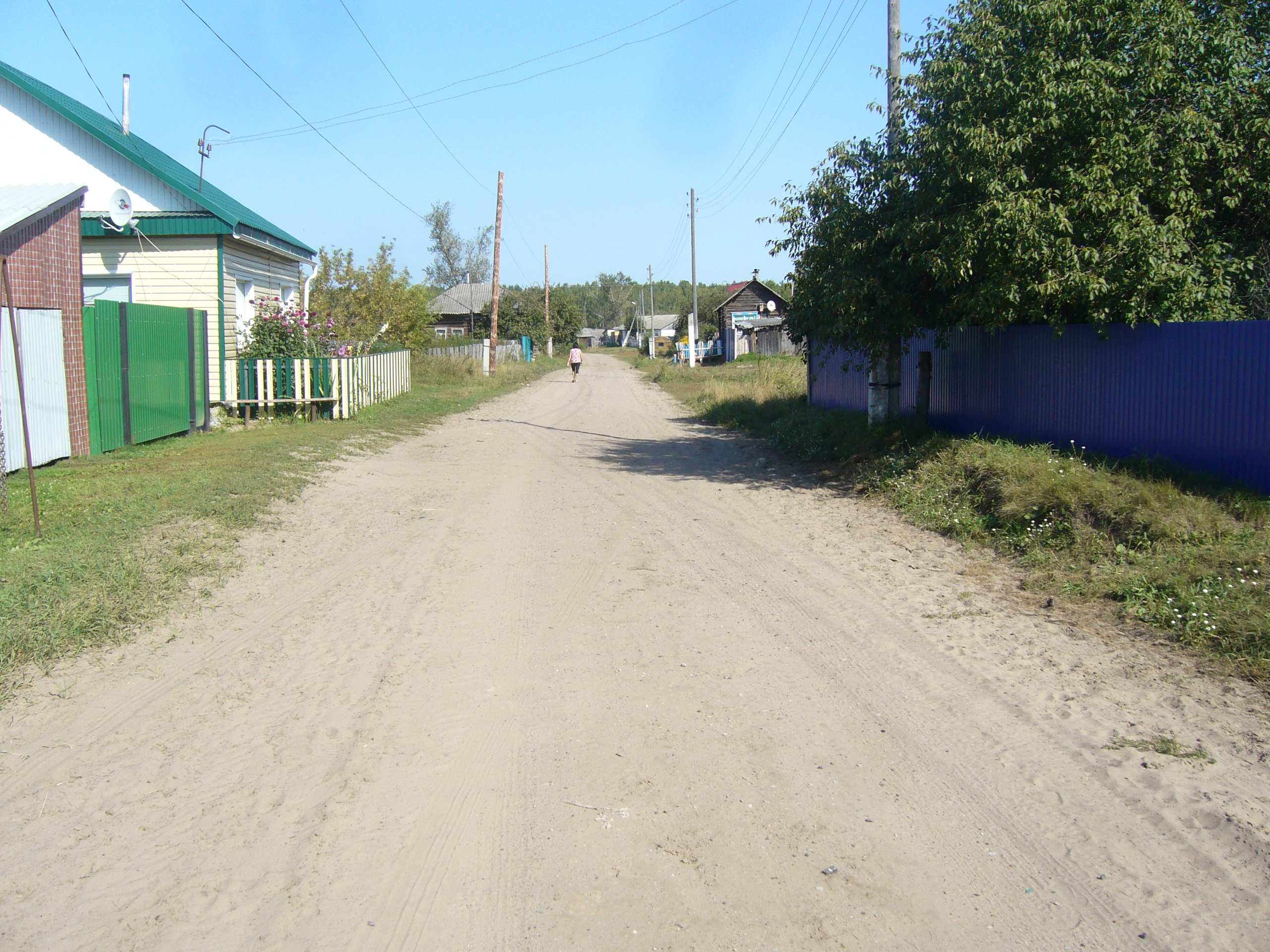
ул. Северная
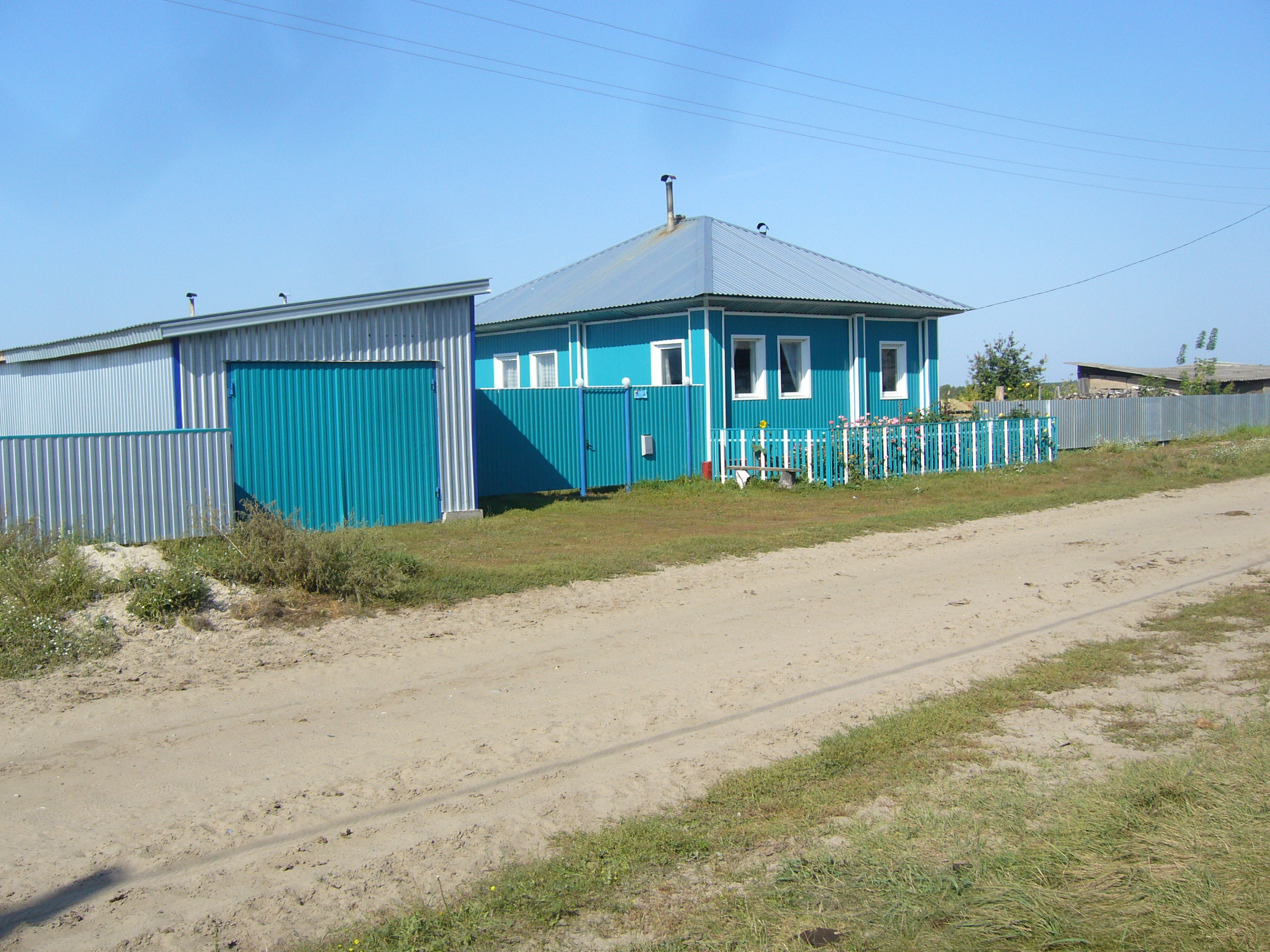
ул. Северная
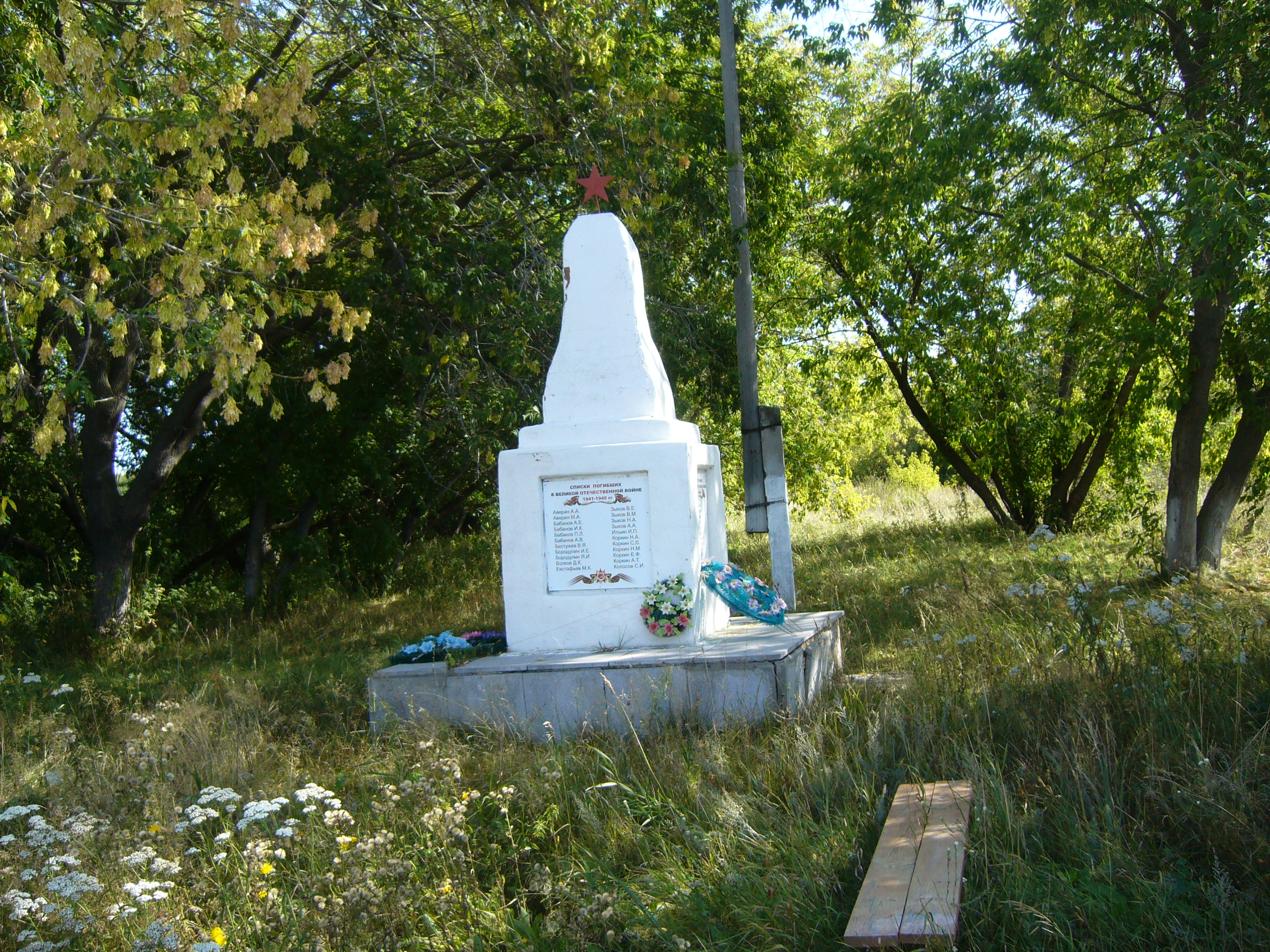
Памятник участникам ВОВ
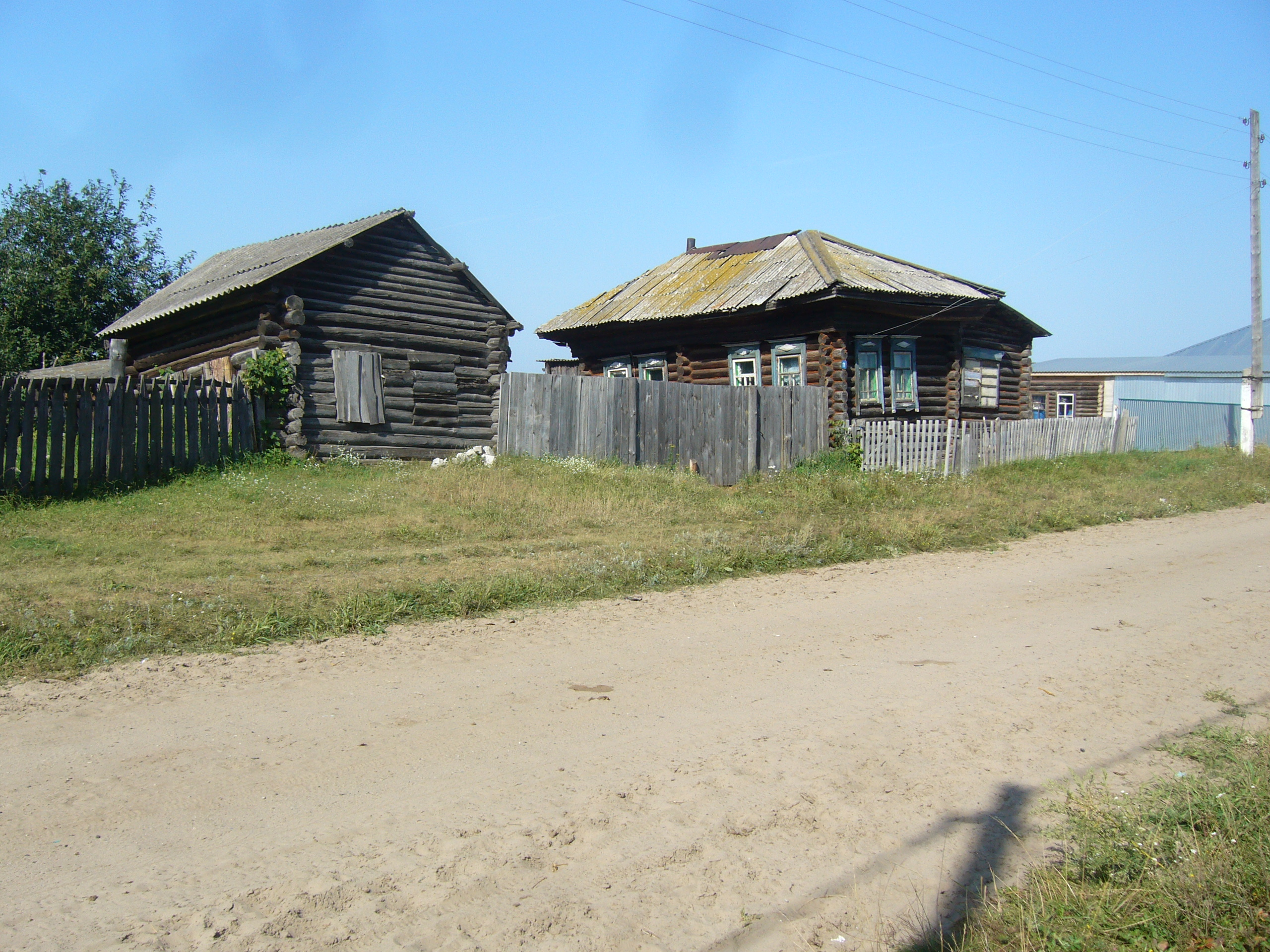
ул. Северная